# Darian Males
Darian Males (Luzern, 2001. május 3. –) svájci korosztályos válogatott labdarúgó, a Young Boys középpályása.

## Pályafutása

### Klubcsapatokban
Males a svájci Luzern városában született. Az ifjúsági pályafutását a helyi Luzern akadémiájánál kezdte.
2019-ben mutatkozott be a Luzern első osztályban szereplő felnőtt csapatában. Először a 2019. szeptember 26-ai, Neuchâtel Xamax elleni mérkőzés 90+2. percében Francisco Margiotta cseréjeként lépett pályára. Két fordulóval később megszerezte első gólját a Thun ellen 2–0-ra megnyert találkozón.
2020. szeptember 16-án ötéves szerződést kötött az olasz Internazionale együttesével. Kilenc nappal később a Genoa csapatához igazolt kölcsönben, ám a klubnál csak egyetlen kupamérkőzésen lépett csak pályára. 2021 februárjában a Baselhez szerződött szintén mint kölcsönjátékos. 2021. február 20-án, a Lausanne-Sport ellen 0–0-ás döntetlennel zárult mérkőzés 78. percében Albian Hajdiri cseréjeként debütált. Júliusban még két évvel meghosszabbította a szerződését a svájci klubbal. 2023. július 19-én a Young Boyshoz írt alá.

### A válogatottban
Males tagja volt az U15-ös korosztálytól az U19-esig minden korosztályban képviselte Svájcot.
2021-ben debütált az U21-es válogatottban. Először 2021. május 30-án, Írország ellen 2–0-ra megnyert barátságos mérkőzésen lépett pályára.

## Statisztika
2023. május 29. szerint.
| Klub               | Szezon   | Bajnokság          | Bajnokság | Bajnokság | Kupa  | Kupa  | Nemzetközi | Nemzetközi | Összesen | Összesen |
| Klub               | Szezon   | Bajnokság          | Mérk.     | Gólok     | Mérk. | Gólok | Mérk.      | Gólok      | Mérk.    | Gólok    |
| ------------------ | -------- | ------------------ | --------- | --------- | ----- | ----- | ---------- | ---------- | -------- | -------- |
| Luzern             | 2019–20  | Swiss Super League | 19        | 1         | 2     | 1     | 0          | 0          | 21       | 2        |
| Genoa (kölcsönben) | 2020–21  | Serie A            | 0         | 0         | 1     | 0     | 0          | 0          | 1        | 0        |
| Basel (kölcsönben) | 2020–21  | Swiss Super League | 16        | 2         | 0     | 0     | 0          | 0          | 16       | 2        |
| Basel (kölcsönben) | 2021–22  | Swiss Super League | 28        | 3         | 2     | 1     | 13         | 2          | 43       | 6        |
| Basel (kölcsönben) | 2022–23  | Swiss Super League | 28        | 4         | 4     | 4     | 15         | 3          | 47       | 11       |
| Basel (kölcsönben) | Összesen | Összesen           | 72        | 9         | 6     | 5     | 28         | 5          | 106      | 19       |
| Összesen           | Összesen | Összesen           | 91        | 10        | 9     | 6     | 28         | 5          | 128      | 21       |